# Lumbrineris ebranchiata
Lumbrineris ebranchiata är en ringmaskart som först beskrevs av Peter Simon Pallas 1788.  Lumbrineris ebranchiata ingår i släktet Lumbrineris och familjen Lumbrineridae. Inga underarter finns listade i Catalogue of Life.